# 김근배 (축구 선수)
김근배 (한국 한자: 金根培, 1986년 8월 7일 ~ )는 대한민국의 축구 선수이다. 포지션은 골키퍼였다

## 클럽 경력
김근배는 2008년 11월 18일에 우선지명 선수 16명 중의 하나로 지명되어 강원 FC에 입단하였다. 김근배의 프로 첫 경기는 2009년 4월 8일에 펼쳐진 대구 FC와의 리그 컵 경기였다. 그 뒤 리그 컵 경기에만 세 차례 출장하였다. 2009년 9월 6일 수원 삼성 블루윙즈와의 경기에서 리그 데뷔전을 치렀다. 2009 시즌 리그 출전 경기는 이 경기 단 한 경기에 그쳤지만 2010 시즌에는 6경기에 출전하였다.
2014 시즌부터 상주 상무에 입대하여 2015 시즌 중에 군 복무를 마쳤으며, 2016 시즌을 앞두고, 성남 FC로 이적하였다.
2020시즌 여름 이적시장에서 K리그2의 대전 하나 시티즌으로 임대 이적했다.

## 수상

### 클럽

#### 고려대학교
- 전국대학축구대회: 2005, 2006, 2007, 2008

### 개인
- 전국대학축구대회 골키퍼 상: 2005, 2006, 2007, 2008